# Rättvik (plaats)
Rättvik is de hoofdplaats van de gemeente Rättvik in het landschap Dalarna en de provincie Dalarnas län in Zweden. De plaats heeft 4588 inwoners (2005) en een oppervlakte van 826 hectare.

## Verkeer en vervoer
Bij de plaats lopen de Riksväg 69, Riksväg 70 en Länsväg 301. Verder heeft de plaats een station aan de spoorlijn Uppsala - Morastrand.

## Geboren
- Göran Johansson (1958), schaatser
- Therese Borssén (1984), alpineskiester